# Roland Tinkhauser
Roland Tinkhauser (* 31. Dezember 1974 in Bruneck) ist ein Südtiroler Politiker.

## Biographie
Tinkhauser absolvierte das Realgymnasium in Bruneck. Im Jahr 2005 wurde der Unternehmer Mitglied der Freiheitlichen und in den Gemeinderat von Pfalzen gewählt. Seit 2007 übernahm Tinkhauser mehrere Funktionen in der Partei: Er war Bezirkssprecher für das Pustertal, Mitglied des Parteivorstandes und Parteiobmann-Stellvertreter. Bei den Landtagswahlen 2008 wurde er mit 8.001 Vorzugsstimmen in den Südtiroler Landtag und damit gleichzeitig den Regionalrat Trentino-Südtirol gewählt. Gleiches gelang ihm bei den Landtagswahlen 2013 mit 13.549 Vorzugsstimmen. Aufgrund parteiinterner Konflikte konnte Tinkhauser bei den Landtagswahlen 2018 nicht mehr für die Freiheitlichen kandidieren. 2020 wurde er als Kandidat der Südtiroler Volkspartei zum Bürgermeister von Pfalzen gewählt, 2025 in seinem Amt bestätigt.

## Weblink
- Eintrag zu Roland Tinkhauser in der Abgeordneten-Datenbank des Südtiroler Landtags